# Calamina (mineral)
Para la plancha ondulada, véase Calamina (plancha) en inglés.

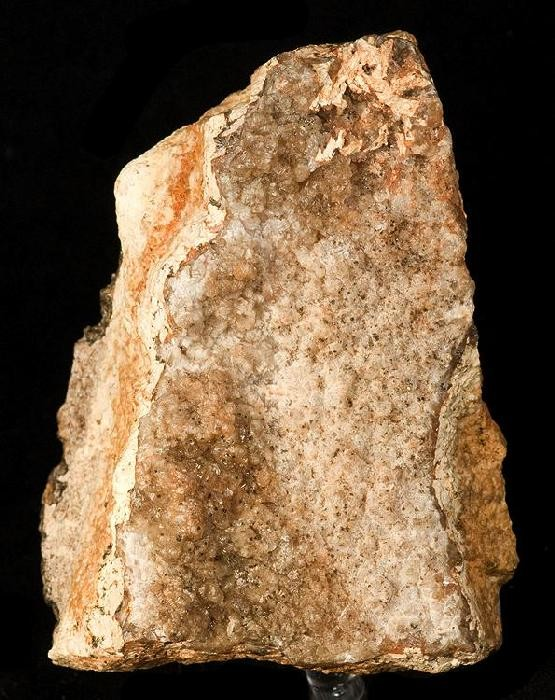
Muestra de calamina de la mina en Granby, Misuri

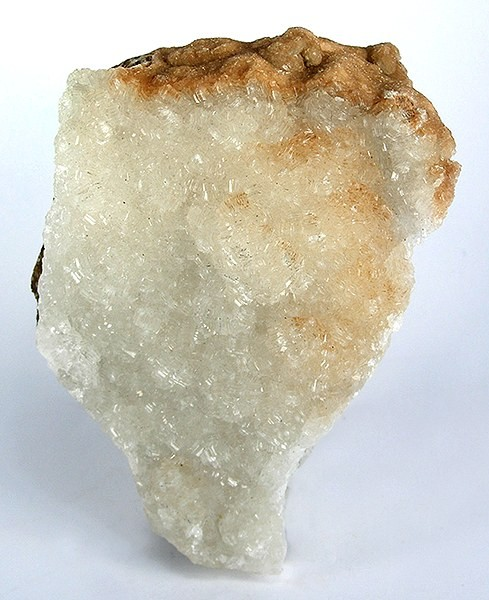
Matriz cristalina de hemimorfita de la mina Sterling Hill, Nueva Jersey

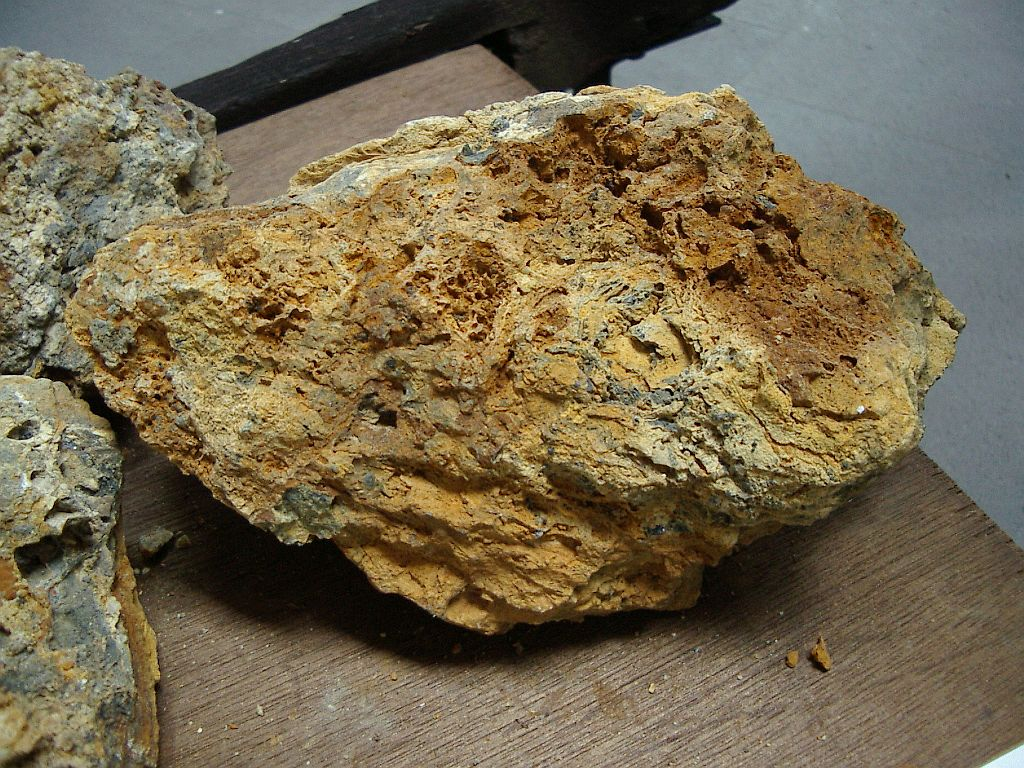
Ejemplo extraído de la ciudad productora de latón del siglo XVII de Stolberg, Jülich

Calamina, o caramilla, es un nombre con el que históricamente se conoció un mineral de zinc. El nombre calamina se deriva de lapis calaminaris, una corrupción latina del griego cadmia (καδμία), antiguo nombre para los minerales de zinc en general. De aquí proviene el nombre de la ciudad belga de Kelmis (La Calamine en francés), que albergó una mina de zinc. En los siglos XVIII y XIX se podían encontrar grandes minas de calamina cerca del pueblo alemán de Breinigerberg.
A principios del siglo XIX, se descubrió que lo que se creía era un solo mineral en realidad eran dos distintos:
- Carbonato de zinc ZnCO3 o smithsonita, y
- Silicato de zinc Zn4Si2O7(OH)2·H2O o hemimorfita.

Aunque química y cristalográficamente son bastante diferentes entre sí, ambos minerales exhiben una forma externa masiva o botrioidal similar y no se distinguen fácilmente sin un análisis químico o físico detallado. La primera persona en separar los minerales fue el químico y mineralogista británico James Smithson en 1803. En la industria minera, históricamente se ha utilizado el término calamina para referirse a ambos minerales de manera indistinta.
En mineralogía calamina ya no se considera un término válido, siendo reemplazado por smithsonita y hemimorfita para distinguirla de la mezcla rosada de óxido de zinc (ZnO) y óxido de hierro (III) (Fe2O3) que se utiliza en lociones de calamina.

## Historia
En el siglo XVI, la demanda de latón en Inglaterra provino de las necesidades del cardado de la lana, para lo cual se prefería el uso de peines de alambre de latón, y piezas de batería (artículos de latón formados martillando láminas de latón en un molino de pisón). El único método conocido para producir la aleación era calentando cobre y calamina juntos en un proceso de cementación y en 1568 se otorgó una carta real a la Sociedad de Trabajos de Minería y Baterías para buscar el mineral y producir latón, para reducir la dependencia de importado metal de Alemania. Se establecieron fábricas para explotar el proceso en Isleworth y Rotherhithe. A fines del siglo XVII, se sabía lo suficiente sobre el zinc metálico para hacer soldadura de latón directamente mediante la combinación de cobre y espelta (lingotes de zinc). En 1738 se otorgó una patente a William Champion, un fundador de latón de Bristol, para la reducción a gran escala de calamina para producir espelta.
En 1684, un documento presentado a la Royal Society abordó las propiedades medicinales y veterinarias del compuesto estando en forma de polvo fino. Desde entonces, no se ha identificado ningún mecanismo de acción para el polvo y, a 1992 el único efecto médico del mineral en polvo parece ser su capacidad para absorber la humedad secretada por la piel irritada y supurante.